# Nahost-Quartett
Das Nahost-Quartett ist eine Gruppe von Staaten, zwischenstaatlichen und überstaatlichen Organisationen, die den Friedensprozess im Konflikt zwischen Israelis und Palästinensern vermitteln und die gemeinsame Position zum Konflikt abstimmen. Das Quartett besteht aus den Vereinigten Staaten, Russland, der Europäischen Union und den Vereinten Nationen.

## Geschichte
Die Gruppe wurde 2002 in Madrid vom damaligen spanischen Ministerpräsidenten Aznar als Reaktion auf die Al-Aqsa-Intifada und das Scheitern des Oslo-Friedensprozesses im Nahen Osten gegründet. Nach seinem Rücktritt als Premierminister des Vereinigten Königreiches am 27. Juni 2007 war Tony Blair von Juni 2007 bis Juni 2015 Sondergesandter des Quartetts. Von November 2015 bis Januar 2017 hat der Niederländer Kito de Boer diese Funktion innegehabt. Seit Januar 2018 ist der Kanadier John N. Clarke Head of Mission.

## Kritik
Einige arabische Länder werfen dem Gremium immer wieder eine proisraelische Haltung vor. Auch der russische Außenminister Sergei Lawrow äußerte im November 2012 vor Journalisten seine Bedenken über die Effektivität des Gremiums zur Beilegung des Konfliktes beizutragen, wenn es nicht näher mit der Arabischen Liga zusammenarbeite.

## Vertreter
- UNO: Generalsekretär António Guterres
- Europäische Union: Hoher Vertreter der Europäischen Union für Außen- und Sicherheitspolitik Josep Borrell
- Russland: Außenminister Sergei Lawrow
- Vereinigte Staaten: Außenminister Antony Blinken